# Beinn Bheòil
Der Beinn Bheòil ist ein als Munro und Marilyn eingestufter, 1.019 m (3.343 ft) hoher Berg in Schottland. Sein gälischer Name kann in etwa mit Berg des Mundes übersetzt werden.
Er liegt in der Council Area Highland in einem weitgehend unbewohnten und schwer zugänglichen Teil der Grampian Mountains östlich von Fort William zwischen Loch Ossian und Loch Ericht östlich des Ben Alder. Von diesem ist der längliche, in etwa von Südsüdwest nach Nordnordost verlaufende Bergrücken des Beinn Bheòil durch den zwischen beiden Gipfeln in einem länglichen Talkessel auf etwa 720 Meter Höhe liegenden See Loch a’ Bhealaich Bheithe getrennt, zu dem er steil abfällt. Während sich der Talkessel nach Norden öffnet und durch den Allt a’ Bhealaich Bheithe entwässert wird, ist er im Süden durch den 833 Meter hohen Bealach Breabag abgeschlossen, über den auch der Übergang vom Ben Alder zum Beinn Bheòil möglich ist. Östlich des Bealach schließt sich der 956 Meter hohe Vorgipfel Sròn Coire na h-Iolaire an, der vom Hauptgipfel des Beinn Bheòil durch einen 885 Meter hohen Sattel getrennt ist. Nach Osten fällt der Beinn Bheòil steil mit felsdurchsetzten Schrofen zu den Ufern von Loch Ericht ab, nach Nordnordost läuft er in einem sich langsam absenkenden Grat mit dem Namen Sròn Drèineach aus.

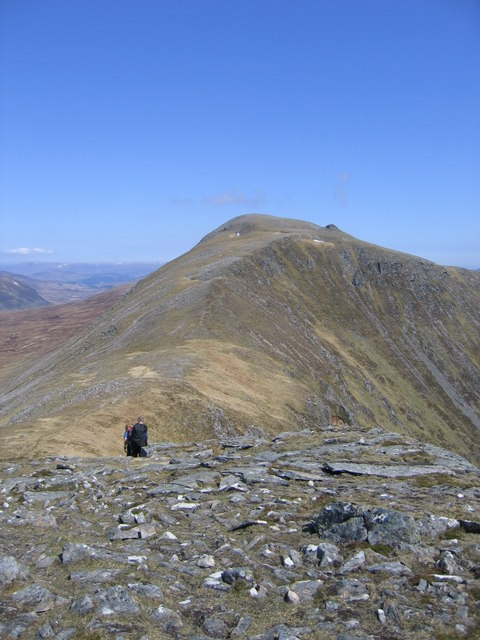
Der Gipfel des Beinn Bheòil vom südlichen Vorgipfel Sròn Coire na h-Iolaire

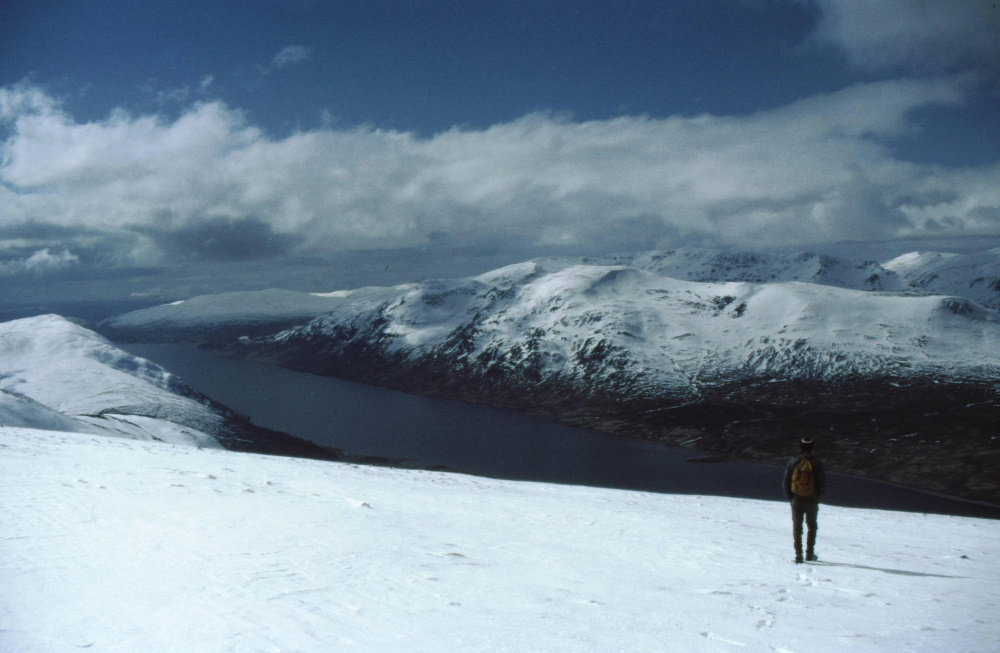
Blick über Loch Ericht nach Westen auf den Beinn Bheòil vom Beinn Udlamain

Aufgrund seiner Lage in unbewohntem Bergland weit abseits öffentlicher Straßen ist eine Besteigung des Beinn Bheòil nur mit Biwak und langen Fußmärschen oder unter Nutzung von Mountain-Bikes möglich. Aufgrund der steil abfallenden Ost- und Westseiten des Bergs verlaufen die Zustiege entweder über den Nordgrat oder über den südlichen Vorgipfel Sròn Coire na h-Iolaire. Die meisten Munro-Bagger besteigen ihn im Zuge einer Überschreitung gemeinsam mit dem westlich benachbarten Ben Alder aus Richtung Norden. Ausgangspunkt ist entweder Dalwhinnie, etwa 16 Kilometer nordöstlich, oder Corrour Station im Südwesten, ebenfalls etwa 16 Kilometer vom Nordende des Berges entfernt. Möglich ist die Überschreitung der beiden Gipfel sowohl im als auch gegen den Uhrzeigersinn. Culra Bothy nördlich von Beinn Bheòil und Ben Alder als während einer Überschreitung einzige mögliche Übernachtung in weitem Umkreis ohne Nutzung eines Zelts ist allerdings seit 2015 aufgrund Asbestbelastung geschlossen. Alternativ ist auch ein Zustieg aus Richtung Süden über den Bealach Breabag möglich. Ausgangspunkt ist die Bothy Benalder Cottage am Westufer von Loch Ericht, die mit einem langen Anmarsch von Loch Rannoch, weitere 15 Kilometer südlich, erreicht werden kann. 